# Duquesa de la Victoria, 30
El edificio situado en la Avenida Duquesa de la Victoria, 30, en el Ensanche Modernista es un bello edificio modernistas de la ciudad española de Melilla y forma parte del Conjunto Histórico Artístico de la Ciudad de Melilla, un Bien de Interés Cultural.

## Historia
Fue construido en los años 20 del siglo XX según diseño de Enrique Nieto.

## Descripción
Está construido con paredes de mampostería de piedra local y ladrillo macizo y bovedillas de ladrillo tocho para los techos.
Consta de planta baja y dos plantas sobre esta. Cuenta en la fachada principal con cinco vanos en cada planta, sus bajos son arcos de medio punto, el central conduce al portal, y sobre este se sitúa un balcón, flanqueado por  balconadas corridas,  ambas con ventanas enmarcas y con molduras sobre sus dinteles, mientras unos miradores limitan el edificio, continuándose en la primera planta la misma distribución, con balcones individuales en vez de corridos, contando con pilastras que limitan el eje central, los miradores y el edificio y remates sobre los miradores.